# 4796 Lewis
4796 Lewis (1989 LU) là một tiểu hành tinh vành đai chính được phát hiện ngày 3 tháng 6 năm 1989 bởi E. F. Helin ở Palomar.